# Depot von Skočice
Das Depot von Skočice (auch Hortfund von Skočice) ist ein Depotfund der frühbronzezeitlichen Aunjetitzer Kultur aus Skočice im Jihočeský kraj, Tschechien. Es datiert in die Zeit zwischen 1800 und 1600 v. Chr. Das Depot ist heute zwischen dem Nationalmuseum in Prag, dem Museum in Písek und dem Prähistorischen Institut der Karls-Universität Prag aufgeteilt.

## Fundgeschichte
Das Depot wurde vor 1940 beim Steinebrechen im Wald südwestlich von Skočice entdeckt. Die Fundstelle befindet sich am Fuß einer steil überhängenden Felswand, die an dieser Stelle drei kleine Höhlen bildet. Hier lag das Depot in 20 cm Tiefe in einer kieshaltigen Schicht.

## Zusammensetzung
Das Depot besteht aus mehreren bronzenen Spangenbarren. Zur genauen Zahl existieren unterschiedliche Angaben. Im ursprünglichen Fundbericht werden 27 genannt, Václav Moucha zählt hingegen 30, von denen er aber nur 20 persönlich in Augenschein nehmen konnte. Die Länge der von Moucha untersuchten Exemplare liegt zwischen 285 mm und 305 mm, das Gewicht zwischen 80 g und 97 g. Das Gesamtgewicht dieser 20 Exemplare beträgt 1,727 kg.
Nach Mouchas Angaben befinden sich im Nationalmuseum in Prag zehn Barren, im Museum von Písek 19 und im Prähistorischen Institut in Prag einer.